# Torvfuktspindel
Torvfuktspindel (Robertus arundineti) är en spindelart som först beskrevs av O. Pickard-Cambridge 1871.  Torvfuktspindel ingår i släktet fuktspindlar, och familjen klotspindlar. Arten är reproducerande i Sverige. Inga underarter finns listade i Catalogue of Life.